# Беррі – Джубайль
Беррі – Джубайль – складова інфраструктури газопереробного заводу Беррі, що діє на сході Саудівської Аравії.
В середині 1970-х почав роботу газопереробний майданчик Беррі, видачу продукції якого організували по трубопроводу Беррі – Абу-Алі. Втім, вже за кілька років майданчик перетворили на потужний ГПЗ, а поряд почалось введення в дію різноманітних підприємств індустріальної зони Джубайль. Як наслідок, в 1982-му від ГПЗ Беррі проклали до Джубайля перемичку BJBFG-1 (Berri Jubail Fuel Gas) для видачі товарного газу довжиною лише 7 км, зате із доволі великим діаметром – 900 мм. В 1992-му додали ще одну перемичку BJBFG-2 довжиною 6 км з тим саме діаметром 900 мм.
В той же період до Джубайлю вивели іншу газопровідну систему Утманія – Беррі, при цьому від Беррі у 1982 та 1995 роках проклали перемички BTG-1 (Berri Trunkline Gas-1) та BTG-2 діаметрами 750 мм та 900 мм відповідно (при довжині менше за 2 км).
Є відомості, що вже у 21 столітті проклали третю нитку BJBFG-3 довжиною 7 км з діаметром 1050 мм.
У Джубайлі великими споживачами товарного газу є заводи аміаку компаній SAFCO, Al-Bayroni, Ibn Al-Baytar, заводи метанолу компаній Ibn Sina, International Methanol Company, Ar Razy, Chemanol, ТЕС Джубайль, металургійний комбінат компанії Hadeed. При цьому до Джубайлю окрім зазначеного вище Утманія – Беррі також виведені трубопроводи товарного газу Хурсанія – Беррі та Васіт – Беррі.